# Quilije Arslã I
Quilije Arslã I ou Arslão (em turco: I. Kılıç Arslan ou Kılıçarslan; em árabe: قلج أرسلان; romaniz.: Qilij Arslān), também conhecido como Clitziastlã (em grego medieval: Κλιτζιασθλάν; m. 1107) foi o soberano do Sultanato de Rum de 1092 até à sua morte, e o refundador do sultanato de seu pai Solimão I após a morte do sultão seljúcida Maleque Xá.
O seu sultanato incluiu o período da Primeira Cruzada e, pela posição geográfica dos seus territórios, coube-lhe enfrentar todas as expedições cristãs desta cruzada assim que estas entraram em territórios muçulmanos: derrotou a Cruzada Popular, foi vencido na Cruzada dos Nobres e voltou a vencer os ocidentais que surgiram nas três expedições da Cruzada de 1101.

## Restabelecimento do sultanato

Anatólia em 1097, antes do cerco de Niceia e da batalha de Dorileia

Quilije Arslã era filho de Solimão I, primo afastado e rival de Alparslano pelo trono do sultanato seljúcida. Ao serviço do Império Bizantino, Solimão obteve o domínio da Bitínia, estabelecendo uma base permanente nos seus domínios em Niceia (atual İznik). Depois da morte de Solimão em 1086, Quilije Arslã tornou-se refém do sultão Maleque Xá I.
Maleque Xá I morreu em 1092 e Quilije Arslã foi libertado do cativeiro. Marchou à frente de um exército de uma tribo de turcos oguzes e estabeleceu a sua capital em Niceia, depondo o governador nomeado pelo sultão seljúcida. A morte de Maleque Xá também provocou o desmembramento do império seljúcida, com as tribos individuais dos danismêndidas, búridas, saltúquidas, ortóquidas, o Império Corásmio, o estado de Esmirna de Chaca Bei e os domínios dos diferentes atabeis do Azerbaijão, Iraque e Mesopotâmia em diversos conflitos para estabelecerem os seus próprios estados independentes.
Neste contexto, o imperador bizantino Aleixo I Comneno(r. 1081–1118) aproveitava a situação para criar intrigas políticas de modo a reforçar o seu poder na região. Quilije Arslã tinha-se casado com a filha do emir Chaca Bei para tentar forjar uma aliança contra os bizantinos, uma vez que este possuía uma frota capaz de desafiar o forte poder naval de Constantinopla. Mas, em 1094, recebeu uma carta de Aleixo Comneno que o avisava de um plano do seu sogro para o eliminar. Quilije Arslã marchou com um exército para Esmirna, convidou o sogro para um banquete na sua tenda e o assassinou depois de o embriagar.

## Cruzada Popular

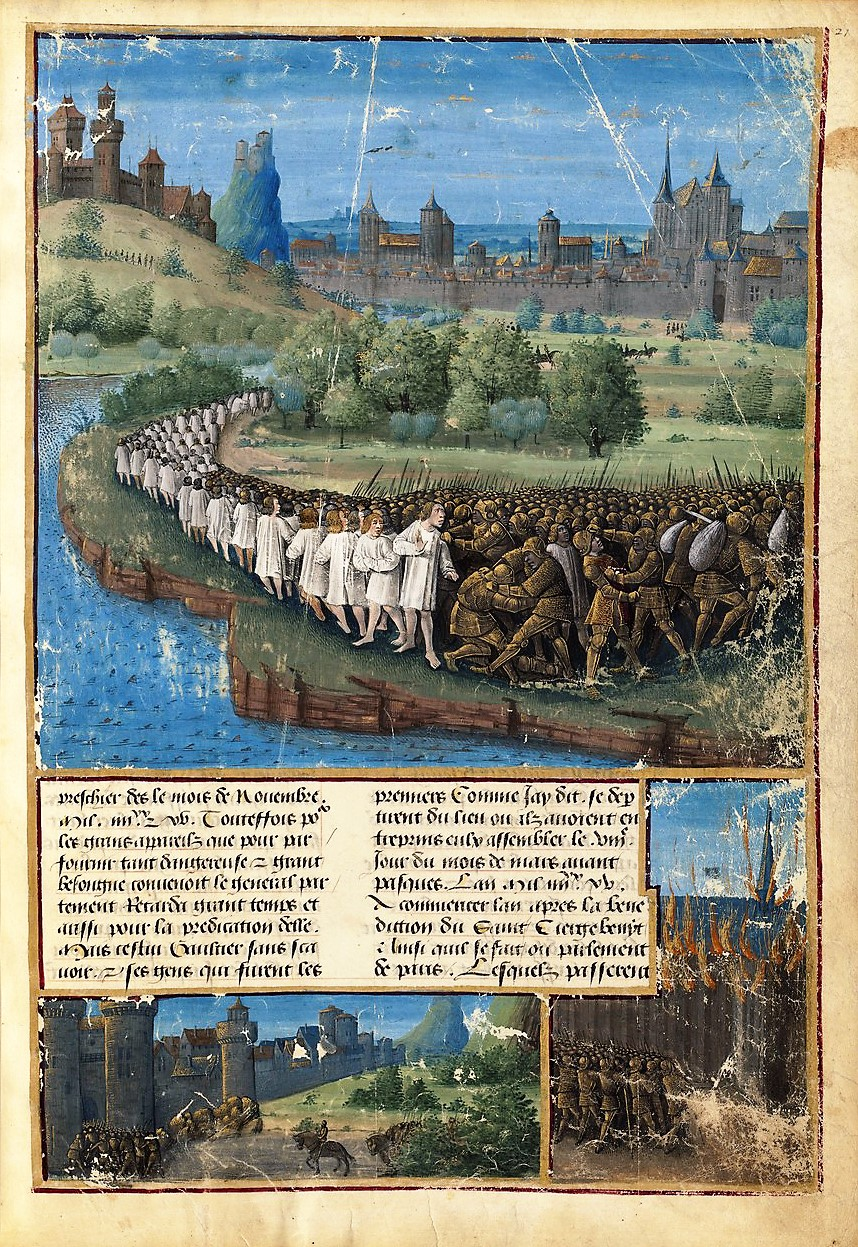
Iluminura do massacre dos peregrinos da Cruzada Popular na Anatólia

Em 1095, o papa Urbano II proclamou a Primeira Cruzada no Concílio de Clermont, e vasto número de plebeus e cavaleiros de baixa estirpe da Europa ocidental partiram para a Terra Santa para libertar a cidade de Jerusalém do domínio muçulmano. Liderada pelo monge Pedro, o Eremita e pelo cavaleiro Gualtério Sem-Haveres, a Cruzada Popular contava com cerca de 30 000 peregrinos ao chegar à Anatólia no Verão de 1096.
Ao chegar a Nicomédia (atual (İzmit) depois de saquear algumas localidades dos arredores, o exército ocidental separou-se em dois contingentes, um de francos e outro de germânicos e italianos. Os francos chegaram junto a Niceia e pilharam os seus subúrbios. Os turcos eram guerreiros experientes e conheciam o terreno, por isso durante cerca de um mês aguardaram e observaram até ao melhor momento para atacar. Em agosto de 1096, uma primeira patrulha de soldados de Quilije Arslã foi enviada, sem sucesso, para barrá-los.
A 18 de setembro, 6 000 germânicos conquistaram a fortaleza de Xerigordo. Em resposta, Quilije Arslã I enviou um exército de 15 000 homens liderado pelo general Elcanes, que cercou Xerigordo a 21 de setembro. Uma vez que a fortaleza não dispunha de fontes de água, os turcos aguardaram que a sede se encarregasse de derrotar os inimigos, o que demorou cerca de uma semana. Forçados a beber o sangue dos seus burros e a sua própria urina,
os cruzados renderam-se a 29 de setembro. Alguns foram aprisionados, forçados a converterem-se ao Islão e enviados para Coração, onde foram escravizados, enquanto outros recusaram-se a renegar a sua fé e foram mortos..
No acampamento franco de Cibotos, dois espiões turcos espalharam o rumor de que os germânicos tinham conseguido tomar não só Xerigordo como também Niceia, o que incentivou este contingente a apressar-se para chegar à cidade o mais depressa possível de modo a poder participar do saque. Só mais tarde os cruzados souberam a verdade de o que acontecera em Xerigordo. Na manhã de 21 de outubro, todo o exército de cerca de 20 000 cruzados marchou em direcção a Niceia, deixando mulheres, crianças, velhos e doentes no acampamento.
O exército turco aguardava em emboscada a cerca de três milhas do acampamento cruzado, em um local onde a estrada entrava em um vale arborizado e estreito junto à aldeia de Draco. O exército cruzado seria massacrado quase na totalidade, mas as crianças e os que se renderam foram poupados. Os milhares de soldados que tentaram resistir foram facilmente derrotados. Para além de alguns sobreviventes dispersos, apenas cerca de 3 000 peregrinos se conseguiram refugiar num castelo abandonado.

## Cruzada dos nobres
Depois de derrotar a Cruzada Popular, Quilije Arslã I invadiu o emirado de Danismende Gazi no leste da Anatólia. Quando as mais numerosas forças da Cruzada dos Nobres cercaram Niceia em maio de 1097, o sultão de Rum apressou-se a acordar tréguas com Gazi e sair da região de Melitene para ir socorrer a sua capital.

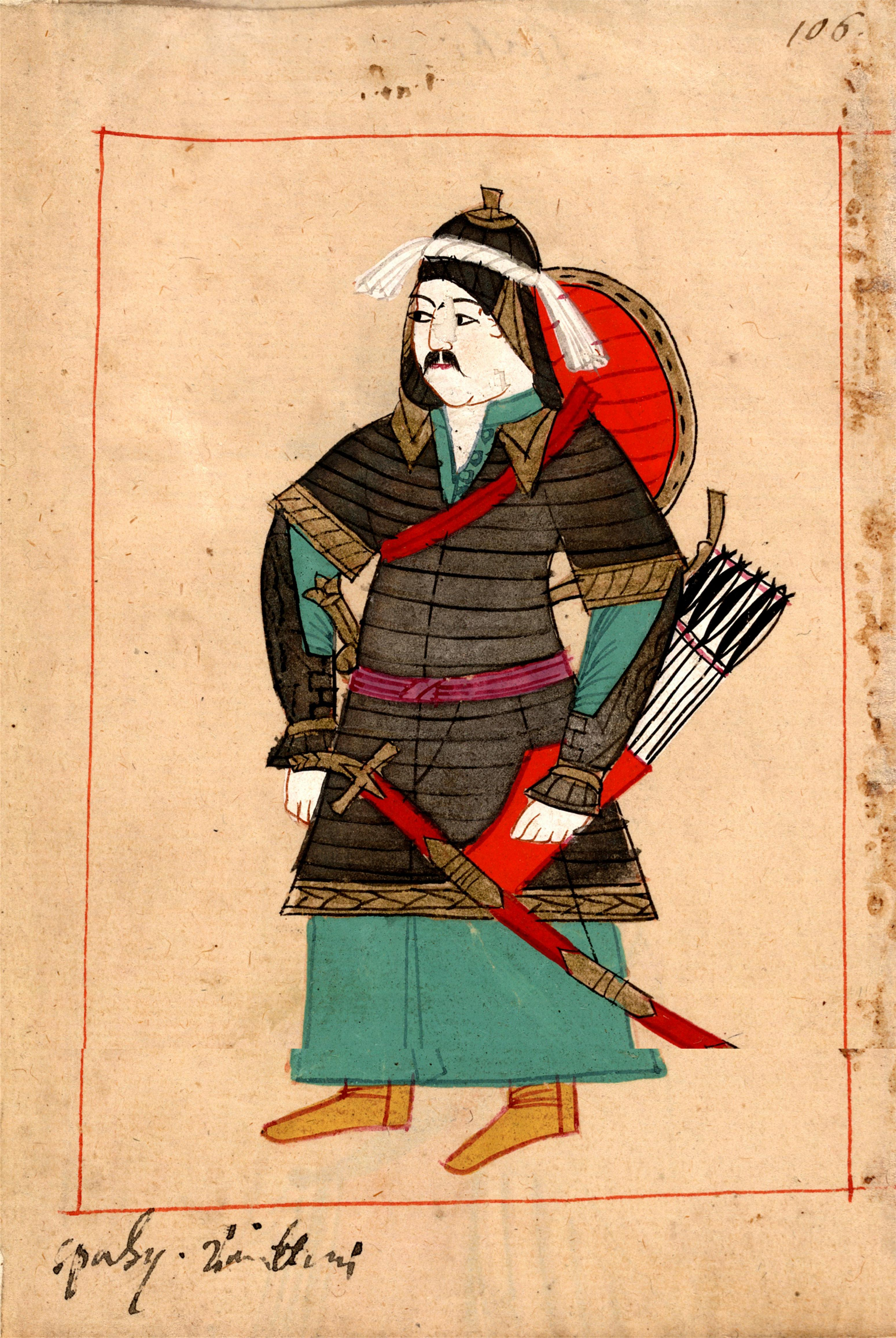
Iluminura de um arqueiro otomano de cavalaria ligeira

A 16 de maio, uma força dos turcos sitiados saiu para atacar os cristãos e foi derrotada na escaramuça, perdendo 200 soldados. Ao receber o pedido de auxílio da sua guarnição de Niceia, Quilije Arslã apercebeu-se do poder bélico destes cruzados e tentou voltar. A sua vanguarda foi derrotada por Raimundo IV de Tolosa e Roberto II da Flandres a 20 de maio, e no dia seguinte o exército seljúcida de cerca de 10 000 homens perdeu uma batalha que se arrastou até depois do cair da noite. As perdas foram graves de ambos os lados mas foi o sultão quem acabou por retirar, apesar das súplicas de Niceia.
Devido à facilidade com que derrotara a primeira onda de cruzados, Quilije Arslã menosprezou a ameaça que os nobres cruzados da Europa representaram. O preço que pagou por isso foi a rendição de Niceia ao Império Bizantino e a captura da sua esposa e filhos. Mas depois de os cruzados enviarem a sultana para Constantinopla, foi com surpresa que souberam que ela tinha sido libertada sem resgate devido às relações entre Quilije Arslã e Aleixo I Comneno — seria acompanhada de volta a Rum pelo seu irmão, o novo emir de Esmirna, que diante da ameaça ocidental abandonou os seus domínios na região costeira do mar Egeu se refugiava junto do cunhado.
Frente a esta poderosa invasão, o sultanato de Rum e os danismêndidas aliaram-se. Para melhorar o abastecimento ao grande número de peregrinos, os cruzados separaram as suas forças durante a marcha pela Anatólia. A emboscada muçulmana aos normandos da vanguarda cruzada ocorreu a 1 de julho: na batalha de Dorileia, a cavalaria ligeira de arqueiros de Quilije Arslã não conseguiu penetrar a linha de defesa da cavalaria pesada cruzada; eventualmente os francos da retaguarda chegaram para repelir os turcos e tomar o campo do sultão, onde encontraram uma grande quantidade de víveres, magníficas tendas ornamentadas, tesouros e animais, entre os quais um grande número de camelos.
Quilije Arslã acabou por retirar, tendo infligido (e sofrido) perdas pesadas. Obrigado a concentrar as suas atenções nos seus territórios do leste, não se arriscaria a enfrentar novamente este exército em batalha — preferiria usar as tácticas de guerrilha em pequenos ataques pontuais e de terra queimada, destruindo campos cultivados e poços de água no percurso dos cruzados.

## Cruzada de 1101

Rotas das expedições da Cruzada de 1101 na Anatólia

Em 1100, o príncipe Boemundo de Taranto foi aprisionado por Danismende Gazi, o emir de Sivas. Entretanto um numerosa expedição de lombardos tinha chegado da Europa para atender ao pedido de reforços dos novos Estados cruzados na Palestina, e ao saberem do cativeiro do príncipe italiano, decidiram regatá-lo. Depois de conquistarem Ancara a 23 de junho, que cederam ao controlo bizantino, afastaram-se da costa do mar Negro, que lhes poderia oferecer alguma segurança estratégica, para se dirigirem aos territórios dos danismêndidas a leste.
Durante várias semanas as forças turcas acossaram os cruzados, dificultando o seu reabastecimento de água e alimentos. Finalmente, no início de agosto de 1101, seljúcidas sob o comando de Quilije Arslã I, danismêndidas e Raduano de Alepo montaram uma emboscada perto de Mersivan. Ao fim de três dias de combate, o campo cruzado foi tomado e a maioria dos lombardos foi morta ou escravizada.. Seguir-se-iam mais duas vagas cruzadas na região.
O contingente de Guilherme II de Nevers tentou tomar Icónio, a nova capital do Sultanato de Rum após a perda de Niceia, mas fracassou frente à forte guarnição seljúcida. Entretanto, Quilije Arslã I e Danismende Gazi, alertados sobre esta nova expedição e tentando eliminar novas incursões cruzadas, passaram provavelmente por Cesareia Mázaca para emboscar e aniquilar os cruzados numa batalha curta em Heracleia Cibistra.
Simultaneamente, um exército de bávaros e aquitanos que tinha pilhado Filomélio, forçava a guarnição de Icónio a abandonar a região, mas não antes de levar consigo todos os mantimentos da cidade e dos subúrbios. Também com falta de água e acossados pelos turcos, os cruzados seriam emboscados pelas forças muçulmanas em Heracleia, junto ao rio. Estas foram vitórias importantes para os turcos, uma vez que provavam que os exércitos cruzados não eram invencíveis, como parecera durante a Cruzada dos Nobres.

## Últimos anos
Passado o perigo das grandes expedições ocidentais, em 1104 Quilije Arslã retomou o conflito com os danismêndidas, enfraquecidos após a morte de Gazi - exigiu metade do resgate que estes obtiveram por Boemundo de Taranto, o que resultou na aliança destas duas forças contra Rum e o Império Bizantino. Em 1106 Quilije Arslã conquistou Silvan aos ortóquidas e Melitene aos danismêndidas, e também Harã e Amida.
No ano seguinte, recebendo um apelo dos habitantes de Mossul opostos ao atabegue Jawali al-Saqawu (ao serviço do sultão seljúcida Muhammet Tapar), tomou a cidade e nomeou o seu filho Maleque Xá, com onze anos de idade, seu lugar-tenente. No entanto, acabaria por ser derrotado pelas forças aliadas de seljúcidas, ortóquidas e Alepo. Em retirada, acabaria por morrer em junho de 1107, afogado no rio Cabur ou na sua capital. Em Mossul, Maleque Xá seria aprisionado e levado para o cativeiro em Ispaã.

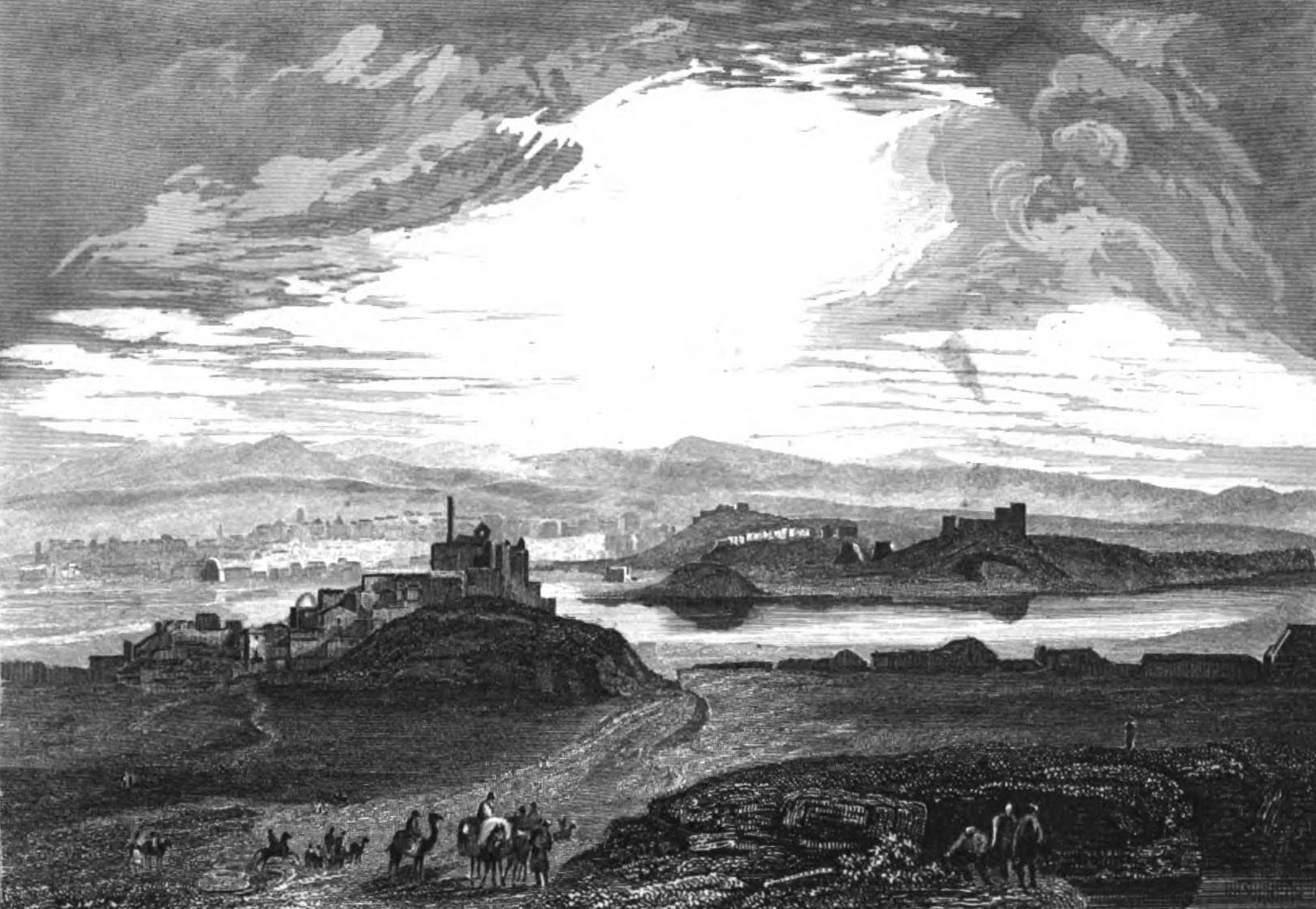
Ilustração da cidade antiga de Mossul

## Descendência
Quilije Arslã I teve cinco filhos:
- O primogénito (nome desconhecido) morreu em combate contra o emir danismêndida Gazi Gumustiguim antes de 1107.
- Maleque Xá, sucedeu ao seu pai, mas só governaria a partir da sua libertação em 1109/1110, e até 1116.
- Maçude I, depôs e assassinou Maleque Xá em 1116, governando até 1155.
- Arab, rebelou-se contra o seu irmão Maçude I em 1126.
- Tugrul Arslã, cuja mãe governou Melitene após a morte de Quilije Arslã.